# Josia tamara
Josia tamara är en fjärilsart som beskrevs av Erich Martin Hering 1925. Josia tamara ingår i släktet Josia och familjen tandspinnare. Inga underarter finns listade i Catalogue of Life.